# Funke Mediengruppe
El Funke Mediengruppe (abans WAZ-Mediengruppe) és el tercer editor de diaris i revistes d'Alemanya amb un total de més de 500 capçaleres distribuïdes en vuit països. WAZ-Mediengruppe és propietat privada de la família Funke i té la seu a Essen, a Renània del Nord-Westfàlia.
El diari més gran del grup és Westdeutsche Allgemeine Zeitung, el diari més gran de la regió metropolitana del Ruhr. Altres propietats a Alemanya inclouen la revista de televisió Gong, la revista femenina Die Aktuelle o el segon diari més venut a Berlin, el Berliner Morgenpost. A més d'Alemanya, Funke Mediengruppe té publicacions a Àustria, Hongria, Croàcia, Albània i Rússia. L'empresa va crear el Media Print Macedonia i posseeix diversos diaris i revistes a Macedònia. També posseeix parcialment les publicacions austríaques Kronen Zeitung i Kurier.
El desembre de 2010, WAZ Mediagroup va vendre tots els seus actius a Bulgària a una empresa conjunta entre inversors austríacs i magnats locals. Fins aleshores l'empresa havia estat propietària dels dos diaris més grans Trud i 24 hours, el setmanari 168 hours, i una gran cartera de revistes.
El 2012, la família Funke va comprar les accions de la família Brost i va canviar el nom de l'empresa. El 2013, Funke va adquirir diversos diaris i revistes, com ara Berliner Morgenpost, Hamburger Abendblatt, Bild der Frau i Hörzu, d'Axel Springer AG.